# 智通
智通（ちつう、生没年不詳）は、飛鳥時代の法相宗の僧。俗姓は湯坐氏。

## 経歴
『日本書紀』巻第二十六によると、658年（斉明天皇4年）智達とともに新羅の船で唐に渡り、玄奘からインドの学僧である無性の衆生の義（ことわり）を受けた。同じ記述が『三国仏法伝通縁起』・『仏祖統記』・『宋史』日本伝にもあり、後者には、
と記されている。
同じ事項が『三国仏法伝通縁起』には、
と記されており、同様の記述が『仏祖統記』にも見える。
彼らは、日本に帰国して法相宗を伝え、日本における法相宗の第2伝とされている。
智達と共に、智周から法相宗を学んだ。
帰国後は『僧綱補任抄出』によると、平城京に観音寺・金剛山寺を建立し、673年（天武天皇2年）に僧正に任じられた、とある。